# Wilson Kamavuaka
Wilson Kamavuaka (ur. 29 marca 1990 w Düren) – kongijski piłkarz grający na pozycji defensywnego pomocnika, zawodnik MSV Duisburg. W latach 2010–2017 reprezentant Demokratycznej Republiki Konga. 

## Życiorys

### Kariera klubowa
Kamavuaka grę rozpoczynał w drużynach juniorskich z Niemiec: Sportfreunde Düren, 1. FC Köln i Alemannia Aachen. 1 lipca 2009 przeszedł do TSG 1899 Hoffenheim i przez dwa lata grał w rezerwach tego klubu. 1 lipca 2011 został zawodnikiem 1. FC Nürnberg, bez odstępnego; w klubie zadebiutował 1 października 2011 na stadionie Max-Morlock-Stadion (Norymberga) w zremisowanym 3:3 meczu Bundesligi przeciwko 1. FSV Mainz 05. W zespole z Norymbergi grał jednak głównie w rezerwach. W pierwszym zespole zagrał w 5 meczach.
30 sierpnia 2012 Kamavuaka został wypożyczony do SSV Jahn Regensburg. W nim swój debiut zanotował 2 września 2012 na stadionie Städtisches Jahnstadion (Ratyzbona) w przegranym 0:1 domowym meczu z VfL Bochum. Na koniec sezonu 2012/2013 spadł z SSV Jahn z 2. Bundesligi do 3. ligi.
6 października 2013 Kamavuaka podpisał kontrakt z belgijską drużyną KV Mechelen, do którego trafił na zasadzie wolnego transferu. Swój debiut w lidze belgijskiej zaliczył 19 października 2013 na stadionie Diaz Arena (Ostenda) w wygranym 3:0 wyjazdowym meczu z KV Oostende.
1 lutego 2015 Kamavuaka przeszedł do austriackiego klubu Sturmu Graz z Bundesligi austriackiej, w którym zadebiutował 3 marca 2015 na stadionie Merkur Arena (Graz) w wygranym 2:1 domowym meczu z Austrią Wiedeń.
1 września 2016 Kamavuaka trafił do greckiego klubu Panetolikos GFS z Superleague Ellada. W latach 2017–2019 był zawodnikiem niemieckiego klubu SV Darmstadt 98.
21 lutego 2020 podpisał kontrakt z polskim klubem GKS Tychy z I ligi, umowa do 30 czerwca 2020 z opcją przedłużenia o rok. W GKS Tychy zadebiutował 29 lutego 2020 na Stadionie Miejskim w Tychach podczas rozgrywek I ligi w zremisowanym meczu 2:2 z Sandecją Nowy Sącz, zmieniając w 79 minucie spotkania estońskiego piłkarza Kena Kallaste. 31 sierpnia 2020 podpisał kontrakt z niemiecką drużyną MSV Duisburg z 3. Fußball-Liga, umowa do 30 czerwca 2021.

### Kariera reprezentacyjna
W reprezentacji Demokratycznej Republiki Konga Kamavuaka zadebiutował 20 maja 2010 na stadionie Tivoli Neu (Innsbruck) w przegranym 0:2 meczu towarzyskim przeciwko Arabii Saudyjskiej. W seniorskiej reprezentacji rozegrał 10 meczów. 

## Statystyki

### Klubowe
Stan na 16 marca 2021
| Sezon     | Klub                | Kraj    | Rozgrywki          | Mecze | Bramki |
| --------- | ------------------- | ------- | ------------------ | ----- | ------ |
| 2009/2010 | TSG Hoffenheim II   | Niemcy  | Oberliga           | 22    | 3      |
| 2010/2011 | TSG Hoffenheim II   | Niemcy  | Regionalliga       | 21    | 1      |
| 2011/2012 | 1. FC Nürnberg      | Niemcy  | Bundesliga         | 5     | 0      |
| 2011/2012 | 1. FC Nürnberg II   | Niemcy  | Regionalliga       | 21    | 1      |
| 2012/2013 | 1. FC Nürnberg II   | Niemcy  | Regionalliga       | 3     | 1      |
| 2012/2013 | SSV Jahn Regensburg | Niemcy  | 2. Bundesliga      | 28    | 1      |
| 2013/2014 | KV Mechelen         | Belgia  | Eerste klasse A    | 18    | 3      |
| 2014/2015 | Sturm Graz          | Austria | Bundesliga         | 7     | 0      |
| 2014/2015 | Sturm Graz II       | Austria | Regionalliga       | 1     | 0      |
| 2015/2016 | Sturm Graz          | Austria | Bundesliga         | 31    | 0      |
| 2016/2017 | Panetolikos GFS     | Grecja  | Superleague Ellada | 7     | 0      |
| 2016/2017 | SV Darmstadt 98     | Niemcy  | Bundesliga         | 8     | 0      |
| 2017/2018 | SV Darmstadt 98     | Niemcy  | 2. Bundesliga      | 25    | 2      |
| 2018/2019 | SV Darmstadt 98     | Niemcy  | 2. Bundesliga      | 6     | 0      |
| 2019/2020 | GKS Tychy           | Polska  | I liga             | 10    | 1      |
| 2020/2021 | MSV Duisburg        | Niemcy  | 3. Fußball-Liga    | 21    | 1      |

## Sukcesy

### Klubowe
GKS Tychy
- Ćwierćfinalista w Pucharze Polski: 2019/2020